# Distribució t multivariant
En Teoria de la probabilitat i Estadística, la distribució {\displaystyle t} mutivariable o multivariant és una extensió vectorial de la distribució {\displaystyle t} de Student. Aquesta distribució és una alternativa a la distribució normal multivariable quan apareixen dades atípiques (outliers) o cues pesades, com passa sovint en l'anàlisi de dades financeres. D'altra banda, també és molt utilitzada en estadística bayesiana multivariant com a distribució a priori.

## Definició
Escriurem tots els vectors en columna i per una matriu o vector {\displaystyle {\boldsymbol {A}}} , escriurem {\displaystyle {\boldsymbol {A}}'} per designar la seva transposada.

### El cas més senzill
Siguin {\displaystyle Z_{1},\dots ,Z_{p}} variables aleatòries independents , totes amb distribució normal estàndard {\displaystyle {\mathcal {N}}(0,1)}, i sigui {\displaystyle Q} una variable aleatòria amb distribució hki quadrat amb {\displaystyle \nu >0} graus de llibertat, {\displaystyle Q\sim \chi _{\nu }^{2}} , independent de {\displaystyle Z_{1},\dots ,Z_{p}}. Definim el vector
{\displaystyle {\boldsymbol {T}}=(T_{1},\dots ,T_{p})^{\prime }={\frac {1}{\sqrt {Q/\nu }}}\,(Z_{1},\dots ,Z_{p})'.}Es diu que {\displaystyle {\boldsymbol {T}}} té una distribució {\displaystyle t} multivariable amb {\displaystyle \nu } graus de llibertat. Noteu que {\displaystyle T_{j}={\frac {Z_{j}}{\sqrt {Q/\nu }}},\ j=1,\dots ,p,}tenen distribució {\displaystyle t} de Student amb {\displaystyle \nu } graus de llibertat, {\displaystyle T_{j}\sim t(\nu )}, però no són independents ja que totes tenen el factor {\displaystyle Q}.
En notació vectorial, si escrivim {\displaystyle {\boldsymbol {Z}}=(Z_{1},\dots ,Z_{p})^{\prime }}, que és un vector normal multivariable {\displaystyle {\mathcal {N}}_{p}({\boldsymbol {0}},{\boldsymbol {I}}_{p})}, on {\displaystyle {\boldsymbol {I}}_{p}} és la matriu identitat de dimensió {\displaystyle p}, tenim{\displaystyle {\boldsymbol {T}}={\frac {1}{\sqrt {Q/\nu }}}\,{\boldsymbol {Z}}.\qquad \qquad (1)} Notació: S'escriu {\displaystyle {\boldsymbol {T}}\sim {\boldsymbol {t}}_{p}(\nu ,{\boldsymbol {0}},{\boldsymbol {I}}_{p})}.
La funció de densitat de {\displaystyle {\boldsymbol {T}}} és
{\displaystyle f_{\boldsymbol {T}}(x_{1},\dots ,x_{p})={\frac {\Gamma \left[(\nu +p)/2\right]}{\Gamma (\nu /2)\nu ^{p/2}\pi ^{p/2}}}\left(1+{\frac {1}{\nu }}\sum _{j=1}^{p}x_{j}^{2}\right)^{-(\nu +p)/2}.\qquad \qquad (2)}
Aquest densitat es troba exactament igual que la de la funció de densitat de la distribució {\displaystyle t} de Student, però fent el canvi de variables{\displaystyle (Z_{1},\dots ,Z_{p},Q)\longrightarrow (T_{1},\dots ,T_{p},Q)} i calculant la densitat marginal de {\displaystyle (T_{1},\dots ,T_{p})}.
Per a {\displaystyle p=1}, l'expressió (2) es redueix a la funció de densitat de la distribució {\displaystyle t} de Student amb {\displaystyle \nu } graus de llibertat.
Estudiem el cas {\displaystyle p=2} . Tenim {\displaystyle f_{T_{1},T_{2}}(x_{1},x_{2})={\frac {\Gamma \left[(\nu +2)/2\right]}{\Gamma (\nu /2)\nu \,\pi }}\left(1+{\frac {1}{\nu }}(x_{1}^{2}+x_{2}^{2})\right)^{-(\nu +2)/2}.}Per construcció, les densitats marginals de {\displaystyle T_{1}} i {\displaystyle T_{2}} són {\displaystyle f_{T_{1}}(x)=f_{T_{2}}(x)={\frac {\Gamma ((\nu +1)/2)}{\Gamma (\nu /2)\,{\sqrt {\pi \nu }}}}{\Big (}1+{\frac {x^{2}}{\nu }}{\Big )}^{-(\nu +1)/2}.}
Per tant, {\displaystyle f_{T_{1}}(x_{1})\,f_{T_{2}}(x_{2})\neq f_{T_{1},T_{2}}(x_{1},x_{2}),}que és coherent amb el fet que {\displaystyle T_{1}} i {\displaystyle T_{2}} no són independents. Però també implica que si {\displaystyle S_{1}} i {\displaystyle S_{2}} són dues variables aleatòries independents ambdues amb distribució {\displaystyle t_{\nu }} , llavors el vector {\displaystyle (S_{1},S_{2})} no té una distribució {\displaystyle t} bivariable, en contrast amb allò que passa amb les variables normals independents. Finalment, noteu que si {\displaystyle \nu >2}, llavors {\displaystyle T_{1}} i {\displaystyle T_{2}} tindran moment de segon ordre i {\displaystyle E[T_{1}]=E[T_{2}]=0,}
i
{\displaystyle E[T_{1}T_{2}]=\nu \,E{\Big [}{\frac {1}{Q}}{\Big ]}E[Z_{1}]\,E[Z_{2}]=0,}amb la qual cosa {\displaystyle T_{1}} i {\displaystyle T_{2}} estan incorrelacionades

### Cas general
Sigui {\displaystyle {\boldsymbol {Y}}\sim {\mathcal {N}}_{p}({\boldsymbol {0}},{\boldsymbol {\Sigma }})}, on {\displaystyle {\boldsymbol {\Sigma }}} és una matriu definida positiva (en particular, simètrica i amb determinant diferent de 0) , {\displaystyle {\boldsymbol {\mu }}\in \mathbb {R} ^{p}} , i {\displaystyle Q\sim \chi _{\nu }^{2}} , independent de {\displaystyle {\boldsymbol {Y}}}. Aleshores el vector aleatori{\displaystyle {\boldsymbol {X}}={\frac {1}{\sqrt {Q/\nu }}}\,{\boldsymbol {Y}}+{\boldsymbol {\mu }}\qquad \qquad (3)}es diu que té una distribució {\displaystyle t} multivariable amb {\displaystyle \nu } graus de llibertat, amb paràmetres {\displaystyle {\boldsymbol {\mu }}} i {\displaystyle {\boldsymbol {\Sigma }}} (també es diu que {\displaystyle {\boldsymbol {\mu }}} és el vector de posició i {\displaystyle {\boldsymbol {\Sigma }}} el paràmetre d'escala ), i s'escriu {\displaystyle {\boldsymbol {X}}\sim {\boldsymbol {t}}_{p}(\nu ,{\boldsymbol {\mu }},{\boldsymbol {\Sigma }})}. La funció de densitat és
| {\displaystyle f_{\boldsymbol {X}}({\boldsymbol {x}})={\frac {\Gamma \left[(\nu +p)/2\right]}{\Gamma (\nu /2)\nu ^{p/2}\pi ^{p/2}{\sqrt {{\text{det}}\,{\boldsymbol {\Sigma }}}}}}\left[1+{\frac {1}{\nu }}({\mathbf {x} }-{\boldsymbol {\mu }})'{\boldsymbol {\Sigma }}^{-1}({\mathbf {x} }-{\boldsymbol {\mu }})\right]^{-(\nu +p)/2},\qquad \qquad (4)} |
on {\displaystyle {\text{det}}\,{\boldsymbol {\Sigma }}} és el determinant de la matriu {\displaystyle {\boldsymbol {\Sigma }}}. Quan {\displaystyle p=1}, llavors s'obté una distribució {\displaystyle t} amb tres paràmetres.
De les propietats de les distribucions normals multivariables {\displaystyle {\boldsymbol {Y}}={\boldsymbol {\Sigma }}^{1/2}\,{\boldsymbol {Z}},\ {\text{en distribució}},}on {\displaystyle {\boldsymbol {\Sigma }}^{1/2}} és l'arrel quadrada de la matriu {\displaystyle {\boldsymbol {\Sigma }}}, tindrem que {\displaystyle {\boldsymbol {X}}={\boldsymbol {\Sigma }}^{1/2}{\boldsymbol {T}}+{\boldsymbol {\mu }},\ {\text{en distribució}}.\qquad \qquad (5)}D'on es dedueix l'expressió de la densitat (4) a partir de (2) mitjançant la formula de canvi de variables per a vectors aleatoris.
Es important remarcar que aquesta distribució pertany a la família de les distribucions amb simetria el·líptica

## Propietats
La distribució {\displaystyle t} multivariable comparteix amb la distribució normal multivariable diverses propietats importants.

### Distribucions marginals
Sigui {\displaystyle {\boldsymbol {X}}\sim {\boldsymbol {t}}_{p}(\nu ,{\boldsymbol {\mu }},{\boldsymbol {\Sigma }})}. Aleshores qualsevol subvector també té una distribució {\displaystyle t} multivariable. Més concretament, per {\displaystyle q=1,\dots ,p-1} i (per simplificar les notacions) prenem {\displaystyle {\boldsymbol {X}}_{q}=(X_{1},\dots ,X_{q})^{\prime }}. Llavors {\displaystyle {\boldsymbol {X}}_{q}\sim {\boldsymbol {t}}_{q}(\nu ,{\boldsymbol {\mu }}_{q},{\boldsymbol {\Sigma }}_{qq})}, on {\displaystyle {\boldsymbol {\mu }}_{q}=(\mu _{1},\dots ,\mu _{q})} i {\displaystyle {\boldsymbol {\Sigma }}_{qq}} és la submatriu de {\displaystyle {\boldsymbol {\Sigma }}} obtinguda eliminant les files {\displaystyle q+1,\dots ,p} i les columnes {\displaystyle q+1,\dots ,p}. Aquesta propietat es dedueix de la representació (3) del vector {\displaystyle {\boldsymbol {X}}}.

### Transformacions afins
Sigui {\displaystyle {\boldsymbol {X}}\sim {\boldsymbol {t}}_{p}(\nu ,{\boldsymbol {\mu }},{\boldsymbol {\Sigma }})}, {\displaystyle {\boldsymbol {B}}} una matriu {\displaystyle p\times p} definida positiva (en particular, simètrica) i {\displaystyle {\boldsymbol {b}}\in \mathbb {R} ^{p}}. Aleshores {\displaystyle {\boldsymbol {B}}{\boldsymbol {X}}+{\boldsymbol {b}}\sim {\boldsymbol {t}}_{p}(\nu ,{\boldsymbol {B}}{\boldsymbol {\mu }}+{\boldsymbol {b}},{\boldsymbol {B\Sigma B}}).}Aquesta propietat es dedueix de la representació (3) i de les propietats dels vectors normals multivariables.

### Combinacions lineals de les components
Sigui {\displaystyle {\boldsymbol {X}}\sim {\boldsymbol {t}}_{p}(\nu ,{\boldsymbol {\mu }},{\boldsymbol {\Sigma }})}. Considerem una combinació lineal de les seves components {\displaystyle S={\boldsymbol {a}}'{\boldsymbol {X}}=\sum _{j=1}^{p}a_{j}X_{j},}on {\displaystyle {\boldsymbol {a}}=(a_{1},\dots ,a_{p})'} . Aleshores{\displaystyle S\sim t(\nu ,{\boldsymbol {a}}'{\boldsymbol {\mu }},{\boldsymbol {a\Sigma }}{\boldsymbol {a}}'),}on aquesta última és una distribució {\displaystyle t} de Student amb 3 paràmetres (graus de llibertat, paràmetre de posició i quadrat del paràmetre d'escala) .

Aquesta propietat també es demostra a partir de les propietats de la distribució normal multivariable.

### Distribucions condicionades
Sigui {\displaystyle {\boldsymbol {X}}\sim {\boldsymbol {t}}_{p}(\nu ,{\boldsymbol {\mu }},{\boldsymbol {\Sigma }})} i separem-lo en dues parts {\displaystyle {\boldsymbol {X}}_{1}} i {\displaystyle {\boldsymbol {X}}_{2}} de dimensions {\displaystyle p_{1}} i {\displaystyle p_{2}} respectivament, amb {\displaystyle p_{1}+p_{2}=p} , {\displaystyle {\boldsymbol {X}}={\begin{pmatrix}{\boldsymbol {X}}_{1}\\{\boldsymbol {X}}_{2}\end{pmatrix}}} Partim de la mateixa manera {\displaystyle {\boldsymbol {\mu }}} , 
{\displaystyle {\boldsymbol {\mu }}={\begin{pmatrix}{\boldsymbol {\mu }}_{1}\\{\boldsymbol {\mu }}_{2}\end{pmatrix}},}
i la matriu {\displaystyle {\boldsymbol {\Sigma }}} de la forma {\displaystyle {\boldsymbol {\Sigma }}={\begin{pmatrix}{\boldsymbol {\Sigma }}_{11}&{\boldsymbol {\Sigma }}_{12}\\{\boldsymbol {\Sigma }}_{21}&{\boldsymbol {\Sigma }}_{22}\end{pmatrix}}}Aleshores la distribució de {\displaystyle {\boldsymbol {X}}_{2}} condicionada a {\displaystyle {\boldsymbol {X}}_{1}} és una distribució {\displaystyle t} multivariable: {\displaystyle {\boldsymbol {X}}_{2}\,\vert \,{\boldsymbol {X}}_{1}\sim {\boldsymbol {t}}_{p_{2}}{\Big (}\nu +p_{1},\,{\boldsymbol {\mu }}_{2|1},\,{\frac {\nu +d_{1}}{\nu +p_{1}}}\,{\boldsymbol {\Sigma }}_{22|1}{\Big )},}on 
{\displaystyle d_{1}=({\boldsymbol {X}}_{1}-{\boldsymbol {\mu }}_{1})^{\prime }{\boldsymbol {\Sigma }}_{11}^{-1}({\boldsymbol {X}}_{1}-{\boldsymbol {\mu }}_{1})} és el quadrat de la distància de Mahalanobis de {\displaystyle {\boldsymbol {X}}_{1}} a {\displaystyle {\boldsymbol {\mu }}_{1}} amb matriu d'escala
{\displaystyle {\boldsymbol {\Sigma }}_{11}}.
{\displaystyle {\boldsymbol {\Sigma }}_{22|1}={\boldsymbol {\Sigma }}_{22}-{\boldsymbol {\Sigma }}_{21}{\boldsymbol {\Sigma }}_{11}^{-1}{\boldsymbol {\Sigma }}_{12}} és el complement de Schur de la matriu {\displaystyle {\boldsymbol {\Sigma }}_{11}} en {\displaystyle {\boldsymbol {\Sigma }}}.
{\displaystyle {\boldsymbol {\mu }}_{2|1}={\boldsymbol {\mu }}_{2}+{\boldsymbol {\Sigma }}_{21}{\boldsymbol {\Sigma }}_{11}^{-1}({\boldsymbol {X}}_{1}-{\boldsymbol {\mu }}_{1})} és la regressió lineal de {\displaystyle {\boldsymbol {X}}_{2}} sobre {\displaystyle {\boldsymbol {X}}_{1}}.
Per a la demostració vegeu.

### Convergència a la distribució normal multivariable
Quan {\displaystyle \nu \to \infty }, la distribució {\displaystyle {\boldsymbol {t}}_{p}(\nu ,{\boldsymbol {\mu }},{\boldsymbol {\Sigma }})} s'aproxima a una distribució normal multivariable {\displaystyle {\mathcal {N}}({\boldsymbol {\mu }},{\boldsymbol {\Sigma }})}. Concretament, si {\displaystyle {\boldsymbol {X}}_{\nu }\sim {\boldsymbol {t}}_{p}(\nu ,{\boldsymbol {\mu }},{\boldsymbol {\Sigma }})} (suposem {\displaystyle \nu } un nombre natural), i {\displaystyle {\boldsymbol {X}}\sim {\mathcal {N}}({\boldsymbol {\mu }},{\boldsymbol {\Sigma }})} llavors {\displaystyle \lim _{\nu \to \infty }{\boldsymbol {X}}_{\nu }={\boldsymbol {X}},\quad {\text{en distribució}}.} Aquesta propietat es demostra utilitzant la tècnica de Cramer-Wold, juntament amb la propietat que hem vist sobre les combinacions lineals de les components d'un vector amb distribució {\displaystyle t} multivariable i la convergència de la distribució {\displaystyle t} de Student a la distribució normal.

### Moments
Sigui {\displaystyle {\boldsymbol {X}}\sim {\boldsymbol {t}}_{p}(\nu ,{\boldsymbol {\mu }},{\boldsymbol {\Sigma }})}. Les següents dues propietats es demostren a partir de la representació (3).
Esperança
Si {\displaystyle \nu >1} , llavors el vector {\displaystyle {\boldsymbol {X}}} té esperança i {\displaystyle E[{\boldsymbol {X}}]={\boldsymbol {\mu }}.}
Matriu de variàncies-covariàncies.
Si {\displaystyle \nu >2}, aleshores la matriu de variàncies-covariàncies del vector {\displaystyle {\boldsymbol {X}}} és:{\displaystyle {\boldsymbol {V}}({\boldsymbol {X}})={\frac {\nu }{\nu -2}}\,{\boldsymbol {\Sigma }}.}Moments d'ordre superior.
Ens restringirem al cas que {\displaystyle {\boldsymbol {\mu }}={\boldsymbol {0}}} i {\displaystyle {\boldsymbol {\Sigma }}={\boldsymbol {I}}_{p}}. Sigui {\displaystyle {\boldsymbol {T}}\sim {\boldsymbol {t}}_{p}(\nu ,{\boldsymbol {0}},{\boldsymbol {I}}_{p})} i {\displaystyle n_{1}\geq 0,\dots ,n_{p}\geq 0} nombres naturals tals que {\displaystyle n_{1}+\cdots +n_{p}=n<\nu } . Aleshores {\displaystyle E{\big [}{\big \vert }T_{1}^{n_{1}}\cdots T_{p}^{n_{p}}{\big |}{\big ]}<\infty } i si {\displaystyle n_{1},\dots ,n_{p}} són parells, aleshores {\displaystyle E{\big [}T_{1}^{n_{1}}\cdots T_{p}^{n_{p}}{\big ]}=\nu ^{n/2}{\frac {\Gamma {\big (}{\frac {\nu -n}{2}}{\big )}}{2^{n/2}\Gamma {\big (}{\frac {\nu }{2}}{\big )}}}\prod _{j=1}^{p}{\frac {n_{j}!}{2^{n_{j}/2}\,(n_{j}/2)!}}.}Si algun dels {\displaystyle n_{1},\dots ,n_{p}} és senar, aleshores l'esperança anterior és 0.
Aquesta propietat es demostra a partir de la representació (1), de la independència de {\displaystyle Z_{1},\dots ,Z_{p}} i {\displaystyle Q}, i les fórmules per als moments d'una distribució {\displaystyle {\mathcal {N}}(0,1)} i dels d'una distribució khi quadrat.

### Funció característica
La funció característica no té una expressió senzilla. Vegeu o.

### Simulació
La definició constructiva d'una distribució t multivariant serveix simultàniament com a algorisme de mostreig:
1. Generar {\displaystyle u\sim \chi _{\nu }^{2}} i {\displaystyle \mathbf {y} \sim N(\mathbf {0} ,{\boldsymbol {\Sigma }})}, independentment.
2. Calcular {\displaystyle \mathbf {x} \gets {\sqrt {\nu /u}}\mathbf {y} +{\boldsymbol {\mu }}} .

### Mixtura
Aquesta formulació dona lloc a la representació jeràrquica d'una distribució t multivariant com una mixtura d'escala de normals: Si{\displaystyle u\sim \mathrm {Ga} (\nu /2,\nu /2)} on {\displaystyle \mathrm {Ga} (a,b)} indica una distribució gamma amb densitat proporcional a {\displaystyle x^{a-1}e^{-bx}}, i {\displaystyle \mathbf {x} \mid u} condicionalment segueix {\displaystyle N({\boldsymbol {\mu }},u^{-1}{\boldsymbol {\Sigma }})} .